# Prinses Irene (schip, 1962)
De Prinses Irene is gebouwd als instructievaartuig voor het Koninklijk Onderwijsfonds voor de Scheepvaart (KOFS) in Amsterdam. In deze serie van drie voor het KOFS werd in 1960 de Prinses Beatrix in de vaart gebracht, in 1962 gevolgd door de Prinses Irene en in 1963 de Prinses Christina. Gezamenlijk waren de schepen van het KOFS in de binnenvaart bekend als de kofschepen.
Het uitgangspunt voor de bouw van deze schepen was, dat de leerlingen van de voormalige dagnijverheidsscholen (circa 13–16 jaar) in elk van de twee leerjaren circa 6 weken aan boord van de instructievaartuigen les dienden te krijgen. Tegenwoordig kunnen de leerlingen van het Lycée des Métier et CFA Emile Mathis in Schiltigheim bij Straatsburg op dit schip hun ‘boekenkennis’ in de praktijk oefenen en met een schip van ruim 50 meter leren omgaan: oefenen met aanleggen, ankeren, navigeren en sturen.

## Geschiedenis
Na de Tweede Wereldoorlog werd in Rotterdam de Rotterdamse dagnijverheidsschool met internaat geopend, met het doel: ‘het bevorderen van vakonderwijs in de binnenvaart, de uitgave van leerboeken ten behoeve van dat onderwijs en voorts in het algemeen al wat met dat onderwijs verband houdt of tot bevordering daarvan kan strekken’. De instructievloot werd uitgebreid met nieuwe schepen. In 1964 kreeg de school ook een nieuw scholencomplex.
Medio jaren 90 werd de Wet educatie en beroepsonderwijs (WEB) van kracht, op basis waarvan het beroepsonderwijs werd ondergebracht bij de ROC’s en vakscholen. Tevens besloten de sociale partners uit het wegvervoer, Rijn- en binnenvaart en de havensector krachten te bundelen, wat resulteerde in een opleidingsinstituut Vakopleiding Transport en Logistiek (VTL) voor cursorisch beroepsonderwijs. De schoolopleidingen inclusief de schepen werden in 1995 overgedragen aan deze onderwijsinstellingen.
Op basis van historische gronden ontving KOFS tot en met 2003 een subsidie van het Ministerie van Onderwijs, Cultuur en Wetenschappen, maar de financiering werd beëindigd per 31 december 2003. Een eerste stap in de reorganisatie was de overdracht per 2004 van de instructieschepen voor de binnenvaart naar de onderwijsinstelling Scheepvaart en Transport College te Rotterdam. In 2005 werd het schip verkocht aan vaarschool Licée des Métier et CFA Emile Mathis de Schiltigheim bij Straatsburg.

## Liggers Scheepmetingsdienst
| Meetnummer | District en volgnr. | Meetdatum        | Meetplaats | Lengte [m] | Breedte [m] | Inzinking [m] | Waterverplaatsing [ton] | Naam          | Eigenaar | Domicilie |
| ---------- | ------------------- | ---------------- | ---------- | ---------- | ----------- | ------------- | ----------------------- | ------------- | -------- | --------- |
| R27503N    | Rotterdam 27505     | 3 december 1962  | -          | 54,05      | 7,07        | 1,58          | 132,838                 | Prinses Irene | -        | -         |
| A24861N    | Amsterdam 24861     | 21 augustus 1978 | -          | 54,5       | 7,07        | 1,32          | 64,338                  | Prinses Irene | -        | -         |
| AN3719     | Amsterdam 3719      | 24 augustus 1988 | -          | 54,05      | 7,01        | 1,31          | 59,864                  | Prinses Irene | -        | -         |